# Dopasia hainanensis
Espèce
Synonymes
- Ophisaurus hainanensis Yang, 1984

Statut de conservation UICN

 LC  : Préoccupation mineure
Dopasia hainanensis est une espèce de sauriens de la famille des Anguidae.

## Répartition
Cette espèce est endémique de Hainan en République populaire de Chine.

## Étymologie
Son nom d'espèce, composé de hainan et du suffixe latin -ensis, « qui vit dans, qui habite », lui a été donné en référence au lieu de sa découverte, le Hainan.

## Publication originale
- Yang, 1984 : A new species of the genus Ophisaurus from Hainan Island. Acta Herpetologica Sinica, vol. 2, no 4, p. 67-69 (texte intégral).